# Carl Schmidt (Architekt)

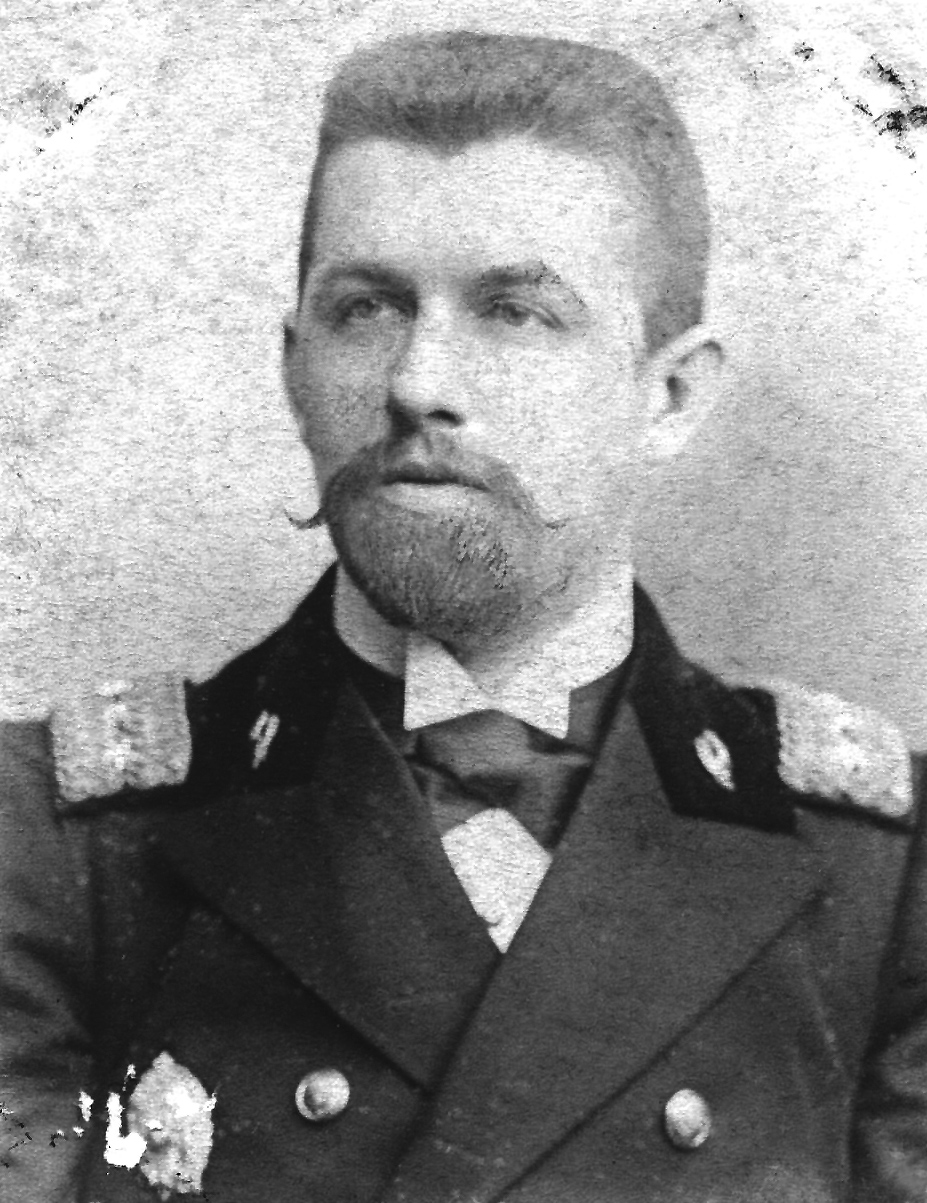
Carl Schmidt, 1897

Carl Michael Emil Schmidt (russisch Карл Карлович Шмидт Karl Karlowitsch Schmidt; * 9. Dezemberjul. / 21. Dezember 1866greg. in St. Petersburg; † 8. August 1945 in Groß Ottersleben, heute ein Ortsteil von Magdeburg) war ein russischer Architekt deutscher Abstammung und Philatelist.

## Leben
Er wurde in der Familie der Russlanddeutschen Carl Friedrich und Olga Helena Schmidt geboren. Schmidt besuchte 1877 die Petrischule in Sankt Petersburg, wo er 1886 sein Abitur machte. Er studierte  in den Jahren 1887 bis 1893 an der St. Petersburger Akademie der Künste Ingenieurwesen. Nach Abschluss arbeitete er als selbstständiger Architekt; 1897 vermählte er sich mit Erika Sophia Leonore Johannsen (1875–1953).
Die Bauwerke, die nach Schmidts Plänen und meist unter seiner Leitung entstanden, werden dem Backstein-Stil und dem frühen Jugendstil zugeordnet. Von ihm konzipierte Villen und Wohnhäuser stehen in etlichen Straßen von St. Petersburg. Er war Beamter für besondere Auftritte beim Justizminister, avancierte 1912 zum Kollegienrat und war schließlich Wirklicher Staatsrat. Das ging mit einer Nobilitierung in den erblichen Adelsstand einher. Im Herbst 1918 war Familie Schmidt gezwungen, Russland zu verlassen. In Deutschland konnte er nicht mehr an seine baukünstlerische Arbeit anknüpfen, er betätigte sich dann im philatelistischen Bereich.

## Werke (Auswahl)

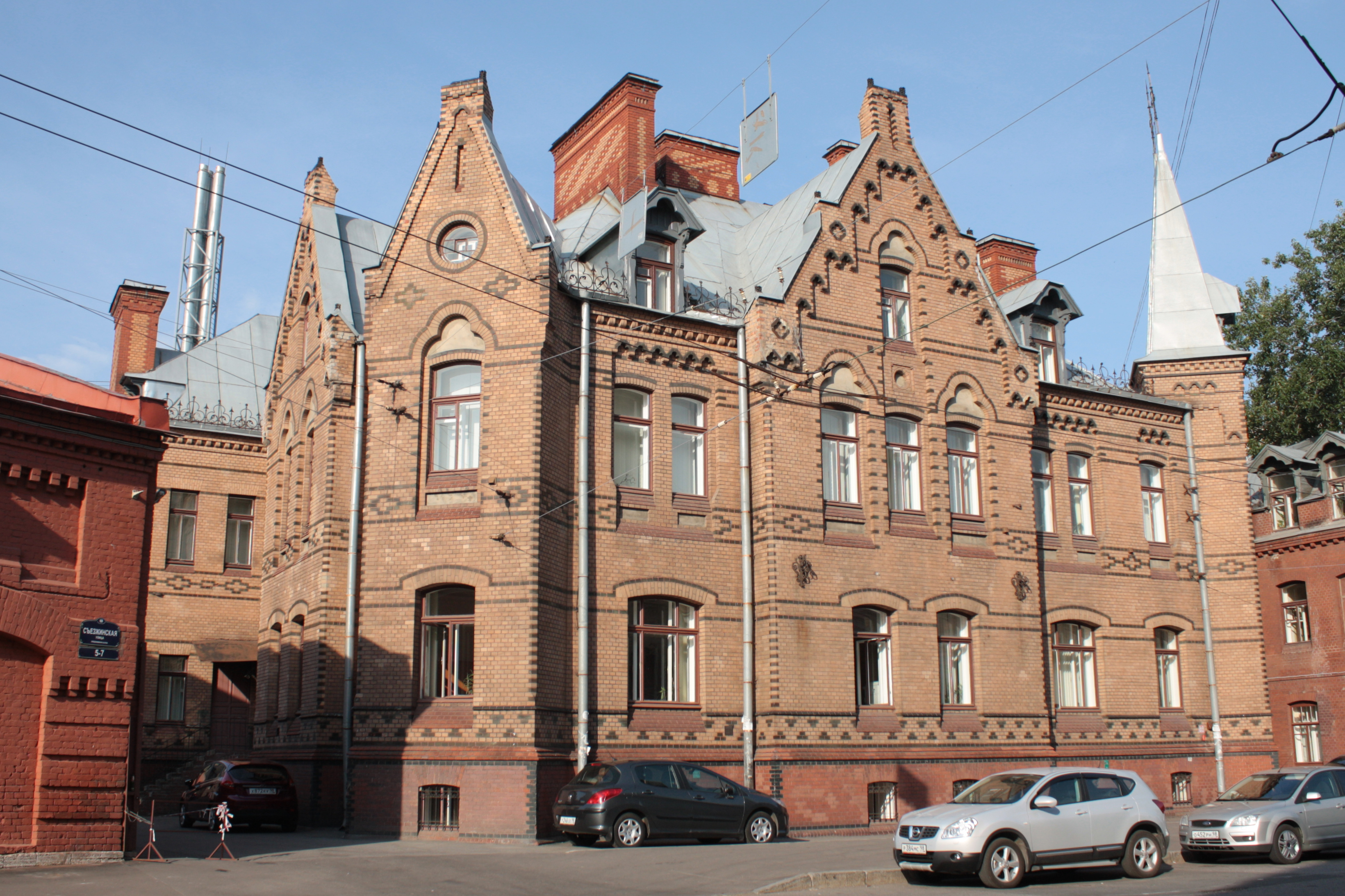
Villa von W. Tiss

- 1897/98: Villa von Wilhelm-Karl Tiss, Sjesschinskaja ul., 3

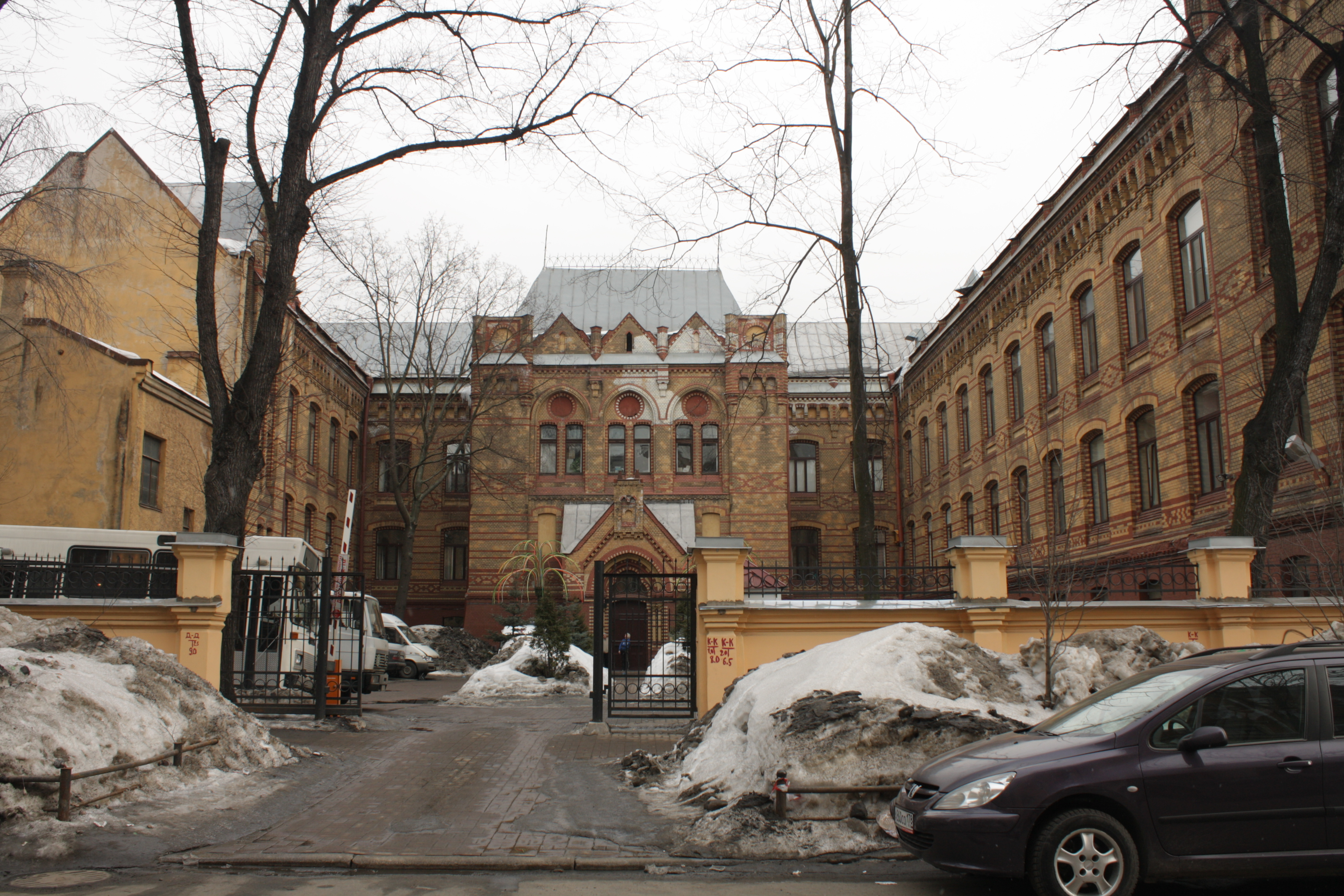
Alexandra-Stift

- 1897/99: Alexandra-Frauenstift, Bolschoi prospekt W. O., 49–51

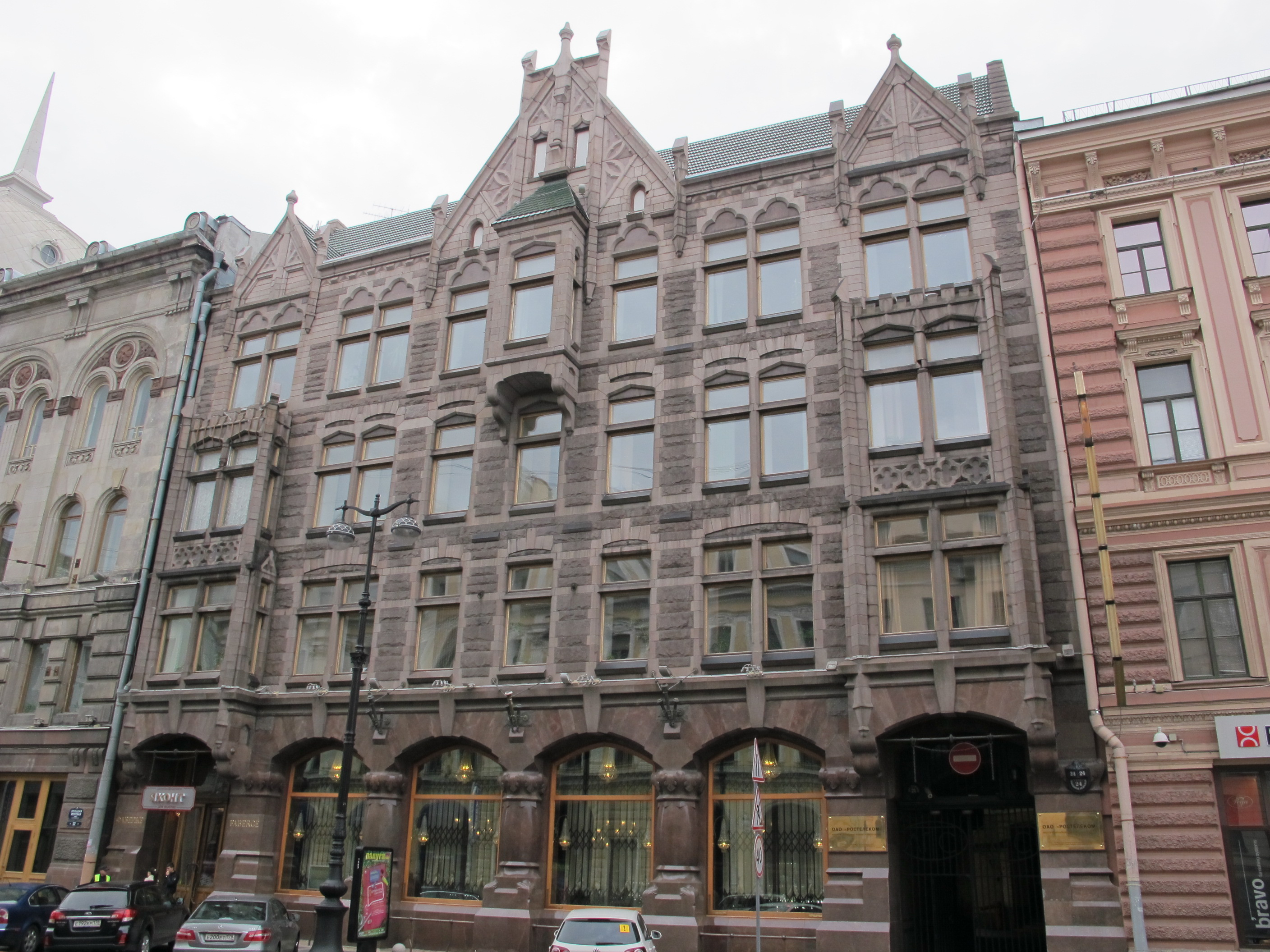
Gebäude der Firma Fabergé

- 1899/1900: Gebäude der Firma Fabergé, Bolschaja Morskaja ul., 24
- 1900/01: Villa und Büro von Paul Forostowski, 4 linija V. O., 9

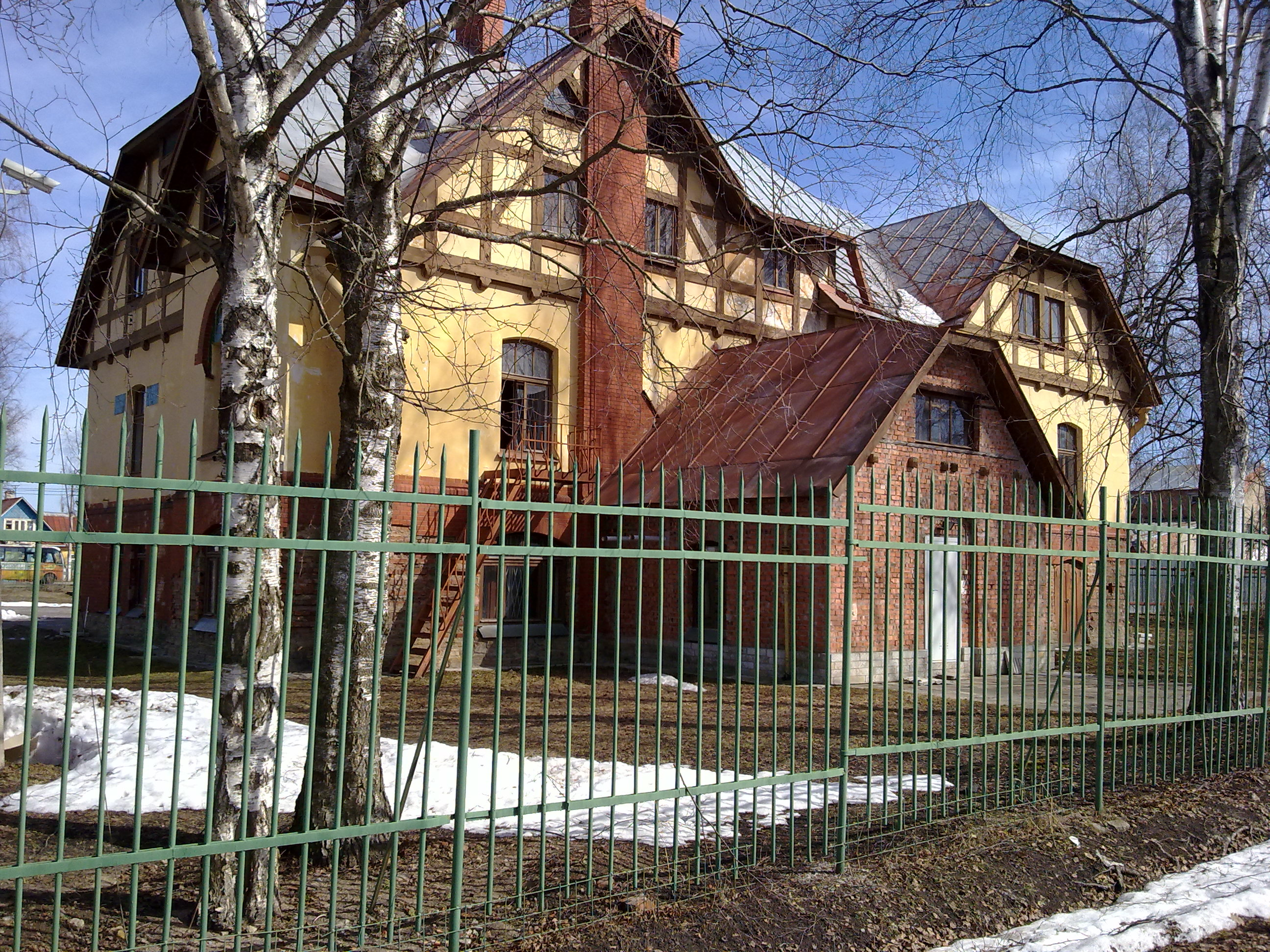
Datsche von Carl Schmidt in Pawlowsk

- 1900/04: Eigenes Wohnhaus in Pawlowsk, 2-ja Krasnoflotskaja ul., 7
- 1901/02: Eigenes Mietshaus, Tschersonskaja ul., 13
- 1907: neues Schulhaus für das Mädchengymnasium von Emilie Schaffe, 5 linija W. O., 16

Philatelistische Veröffentlichungen
- Die Postwertzeichen der russischen Landschaftsaemter, 1934, 104 Seiten; ein Buch über Semstwo-Marken
- Handbuch der deutschen Privat-Postwertzeichen, ab 1939, Band 1 und 2

## Auszeichnungen
- Sieger-Preis 1926 und 1933
- Lindenberg-Medaille 1935
- Crawford-Medaille 1935